# Eucranium dentifrons
Eucranium dentifrons là một loài bọ cánh cứng trong họ Bọ hung (Scarabaeidae).